# История эсперанто
История эсперанто — история развития планового языка, разработанного в 1870—1880 годах Лазарем Людвигом Заменгофом и впервые опубликованного в 1887 году. Число говорящих росло постепенно, хотя язык не имел большой поддержки со стороны правительств или международных организаций, а иногда и вовсе был запрещён или подавлялся.

## История эсперанто с момента публикации до первого конгресса

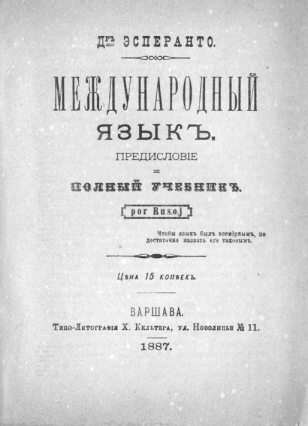
«Первая книга», русское издание

Сначала эсперанто-движение существовало в основном в Российской Империи и Восточной Европе, но вскоре распространилось на Западную Европу и за её пределы: в Аргентину в 1889 году; в Канаду в 1901 году; в Алжир, Чили, Японию, Мексику и Перу в 1903 году; в Тунис в 1904; в Австралию, США, Гвинею, Индокитай, Новую Зеландию, Тонкин и Уругвай в 1905 году.
В первые годы существования язык использовался в основном для публикаций Заменгофа и законодателей моды вроде Антона Грабовского, в обширной переписке (в настоящее время почти утраченной), а также в журнале «La Esperantisto», издававшемся с 1889 по 1895 год, и лишь изредка в личных встречах.
В 1894 году под давлением Вильгельма Тромпетера, издателя журнала «La Esperantisto», и некоторых других ведущих эсперантистов Заменгоф неохотно выдвинул радикальную реформу на голосование читателей. Он предложил сокращение алфавита до 22 букв (за счет устранения акцентированных букв, и большинства их звуков), изменения множественного числа на -i, использование позиционного винительного падежа вместо окончания -n, устранение различий между прилагательными и наречиями, сокращение числа причастия с шести до двух, и замену таблицы коррелятов более латинскими словами или фразами. Эти реформы были отвергнуты подавляющим большинством эсперантистов, но некоторые были подхвачены в последующих реформах (таких, как Идо) и критиками языка. В следующем десятилетии эсперанто распространяется в Западной Европе, главным образом во Франции. К 1905 году было уже 27 эсперантоязычных журналов.
В Российской империи первое эсперантское общество «Espero» («Надежда») возникло в 1892 году в Санкт-Петербурге. В 1905 году врач из Ялты И. Островский получил разрешение издавать газету на русском и эсперанто, так появилась первая в России газета эсперантистов «Esperanto», а несколько позже в Петербурге начал выходить журнал «Ruslanda Esperantisto» («Эсперантист России»). С российским эсперантистским движением сотрудничал издатель «Вестника знания» В.В. Битнер.
В 1904 году состоялась малая международная конференция, которая привела к Первому всемирному конгрессу в августе 1905 года в Булонь-сюр-Мере (Франция). На конгресс приехали 688 участников из 20 стран. На этом съезде Заменгоф официально подал в отставку из руководства эсперанто-движения, так как не хотел, чтобы личные предубеждения (антисемитизм) о нём препятствовали развитию языка. Он предложил декларацию основополагающих принципов эсперанто-движения, принятую участниками конгресса.

## История эсперанто начиная с первого конгресса

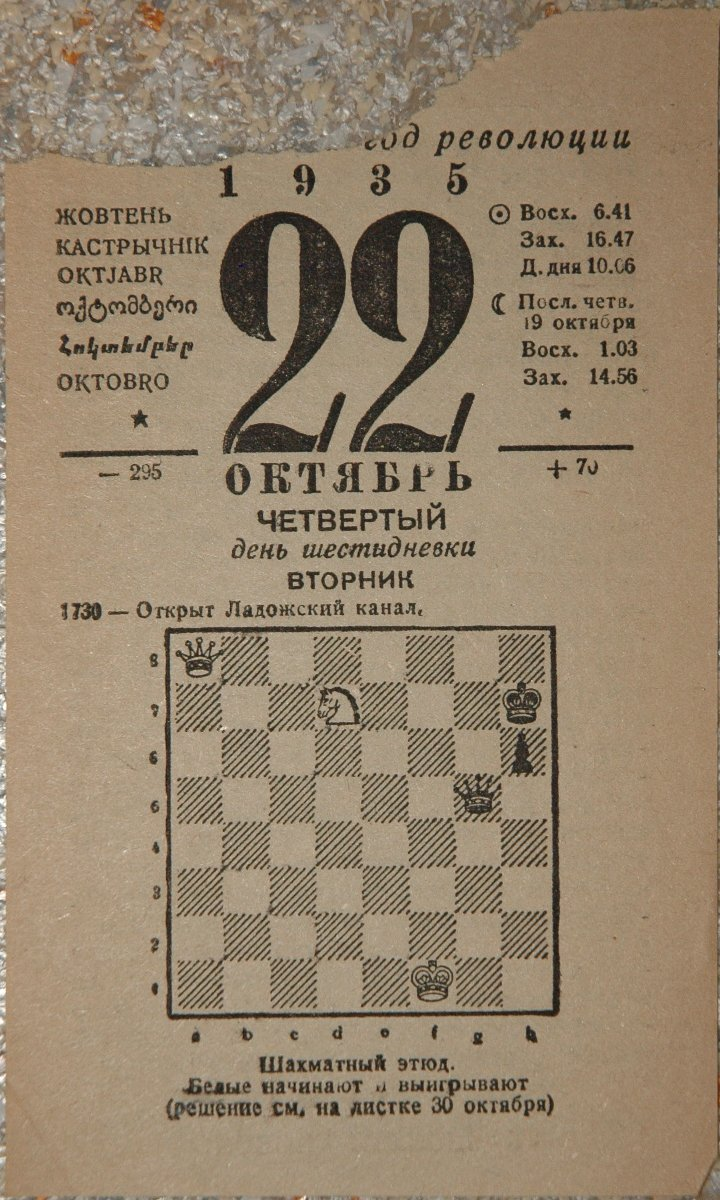
Страница советского календаря с переводом названия месяца на эсперанто (oktobro)

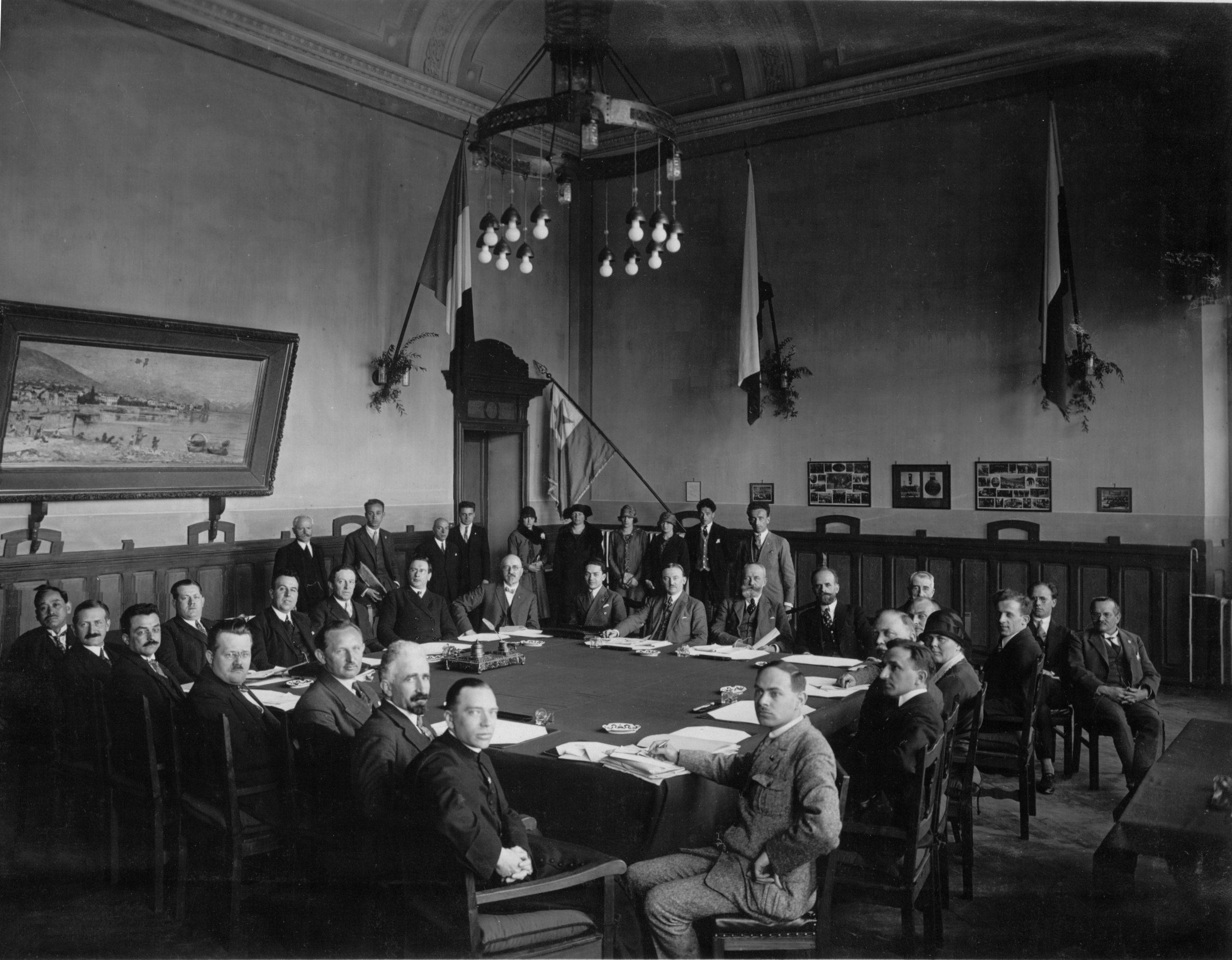
Конференция в Локарно, 1926

Всемирные конгрессы эсперантистов проводятся ежегодно, начиная с 1905 года. Исключением являлись периоды двух мировых войн.
В Российской империи в 1910 году было 86 обществ эсперантистов. Однако «Российская лига эсперантистов», которая имела свои филиалы в 30 городах, была закрыта распоряжением министра внутренних дел в августе 1911 года.
В кондоминиуме Нейтральный Мореснет, существовавшем до 1920 года между Бельгией и Германией, была значительная доля эсперантоговорящих среди многонационального населения. Были предложения сделать эсперанто официальным языком.
1920-е годы многими историками оцениваются как период расцвета эсперанто-движения. В начале десятилетия появились предложения принять эсперанто в качестве рабочего языка Лиги Наций. 10 делегатов поддержали это предложение, но французский делегат Габриэль Аното проголосовал против. Ему не нравилось, что французский язык теряет свои позиции в качестве международного и он видел в эсперанто угрозу. Однако спустя два года Лига Наций рекомендовала государствам-членам включить эсперанто в свои учебные планы.
После Февральской революции в России 1 мая 1917 года в Москве прошла демонстрация эсперантистов под красным знаменем, на котором был нарисован белый квадрат с пятиугольной зелёной звездой и было написано: «Пролетарии всех стран, соединяйтесь! Международный язык Эсперанто усилит единение интернационала!» Подобные демонстрации также прошли в Петрограде и в Серпухове.
В СССР эсперанто активно распространялся в 1920-е годы, по предложению Троцкого; он широко изучался как «язык мировой революции». В это время даже надписи на почтовых конвертах дублировались на русском и эсперанто (по некоторым свидетельствам такие открытки выходили и позже — например, в 1946 году). В 1921 году на 3-м Всероссийском съезде эсперантистов в Петрограде был основан Союз эсперантистов советских стран (эсп. Sovetlanda Esperantista Unuiĝo). В 1927 году он был переименован в Союз эсперантистов советских республик (СЭСР). Генеральным секретарём СЭСР с 1921 по 1936 годы был Э. К. Дрезен. В конце 1920-х годов СЭСР насчитывал около 10 тысяч членов. В СССР выходили журналы на эсперанто «La Nova Epoko» («Новая эпоха»), «La nova Etapo» («Новый этап», «Sur Posteno» («На посту»), большими тиражами издавались учебники, учебные пособия, словари. На эсперанто велось радиовещание. Советские эсперантисты Э. Дрезен, Е. Михальский, В. Варанкин, Н. Некрасов, С. Рублёв внесли существенный вклад в развитие международной культуры на языке эсперанто своими художественными произведениями и лингвистическими исследованиями.
Но с середины 1930-х годов носители эсперанто в СССР подвергались репрессиям как «троцкисты», «шпионы» и «террористы». Были расстреляны Э. Дрезен, В. Варанкин, Н. Некрасов и другие активисты эсперантистского движения. Многие советские эсперантисты, например, Николай Хохлов и Николай Кабанов, отошли от активной деятельности.

Почтовая марка СССР 1926 года. Международный конгресс эсперантистов

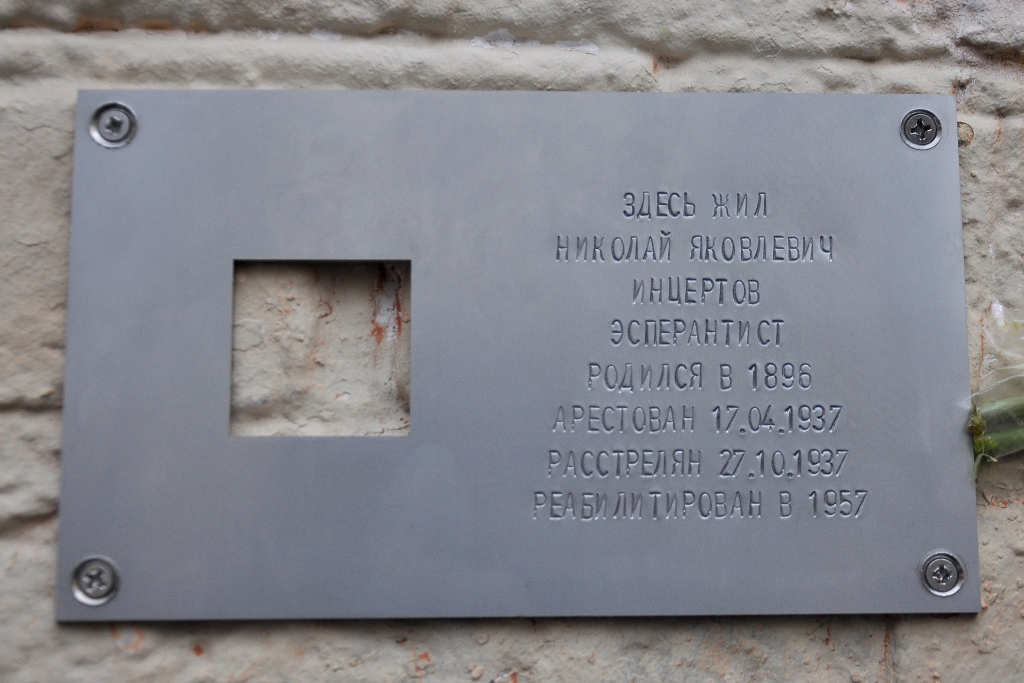
Памятная табличка на доме одного из учёных-эсперантистов похищенных и казненных НКВД в 1937

Как и в СССР, в нацистской Германии с середины 1930-х годов национальные эсперанто-организации были распущены, а многие участники эсперанто-движения физически уничтожены. А.Гитлер утверждал в «Майн кампф», что эсперанто был создан как универсальный язык для объединения еврейских диаспор. Создание свободной от евреев Национальной Германской эсперанто-лиги было недостаточно для умиротворения нацистов. Обучение эсперанто было запрещено в немецких лагерях для военнопленных во время Второй мировой войны. Эсперантисты иногда обходили этот запрет, убеждая охранников, что учат итальянский язык — язык ближайших союзников Германии. Сама фашистская Италия прилагала большие усилия для развития туризма в стране через листовки на эсперанто и высоко оценила его сходство с итальянским языком.
В салазарской Португалии эсперанто преследовался с 1936 года до революции гвоздик 1974 года. После гражданской войны в Испании франкистский режим преследовал анархистов и каталонских националистов, среди которых был распространён эсперанто, но в 1950-х годах эсперанто-движение дозволяет Франсиско Франко стать почётным патроном Всемирного конгресса эсперанто в Мадриде.
Во время холодной войны, особенно в 1950-е и 1960-е годы, эсперанто-движение было обескровлено, и имелись опасения с обеих сторон о том, что эсперанто может использоваться для враждебной пропаганды. Однако язык в 1970-е годы испытал возрождение и распространился в новые регионы мира, такие как Иран, где стал очень популярен. К 1991 году стало достаточно африканских эсперантистов для проведения Всеафриканского конгресса.
Эсперанто продолжает распространяться в мире и является частью государственных образовательных программ нескольких государств, в частности в Венгрии, где он изучается в высших учебных заведениях, а также в Китае и Болгарии.

## Диалекты, проекты реформ и производные языки
Эсперанто не раскололся на региональные диалекты в отличие от национальных языков. Возможно это связано с тем, что эсперанто для повседневного общения используется малым числом людей. Однако, по крайней мере три других фактора мешают появлению диалектов: центростремительная сила Fundamento, объединяющее влияние Plena Vortaro и его преемников, а также сами транснациональные амбиции эсперанто-сообщества. Сленг и жаргон у эсперантистов существуют в некоторой степени, но их стараются избегать, так как они мешают универсальному общению.
Однако в начале XX века были предложены многочисленные проекты реформ. Почти все эти эсперантоиды были мертворождёнными, но первый, Идо, достиг значительного успеха в течение нескольких лет. Идо был предложен в Париже в октябре 1907 года Делегацией по принятию международного вспомогательного языка. Основные реформы коснулись алфавита, семантики, приближение некоторых грамматических особенностей к романским языкам, удаление согласования прилагательного, а также необязательное использование винительного падежа. Изначально многие ведущие эсперантисты поддержали проект Идо, но затем развитие проекта затормозилось и сошло на нет в связи со смертью одного из создателей Идо, и дальнейшими реформами языка. Текущее количество говорящих на Идо оценивается в 250—5 000 человек. Однако Идо оказался богатым источником для словаря эсперанто.
Другие, более целенаправленные проекты реформ, затрагивающие лишь особенности языки, получили незначительное число сторонников. Одним из таких проектов является «riism», который изменяет язык на не сексистский и добавляет в него гендерно-нейтральные местоимения. Однако большинство из этих проектов являются специфическими для отдельных национальностей (например, «riism» для англоговорящих).
Эсперанто приписывают влияние и вдохновение более поздних конкурирующих языков, таких как Окциденталь (1922) и Новиаль (1928). Однако они всегда отставали от эсперанто по популярности.

## Хронология
- 1859 — Людвик Заменгоф, создатель эсперанто, родился в Белостоке (Российская империя, ныне Польша).
- 1873 — Семья Заменгофа переезжает в Варшаву.
- 1878 — Заменгоф празднует завершение проекта своего универсального языка (Lingwe Uniwersala) с гимназическими друзьями
- 1879 — Пока Заменгоф обучается медицине в Москве, его отец сжигает проект универсального языка. Тем временем, Шлейер публикует эскиз волапюка, первого международного вспомогательного языка. Впоследствии, многие клубы, изучающие волапюк, перейдут на эсперанто.
- 1881 — Заменгоф возвращается в Варшаву, для продолжения обучение медицине, и начинает воссоздавать свой проект.
- 1887 — Заменгоф женился и с помощью жены опубликовал Первую книгу.
- 1888 — Лев Толстой становится одним из первых сторонников языка эсперанто.
- 1894 — Заменгоф, реагируя на давление, ставит радикальные реформы на голосование, но в подавляющем большинстве они были отклонены.
- 1901 — Заменгоф публикует свои идеи об Универсальной религии, основанные на философии Гиллеля.
- 1905 — Первый всемирный конгресс эсперантистов в Булонь-сюр-Мер, Франция. В нём принимают участие 688 человек, а общение идёт только на эсперанто. Выходит книга Fundamento de Esperanto.
- 1907 — 12 членов британского парламента номинируют Заменгофа на Нобелевскую премию мира. В Лондоне основан Ĉekbanko Esperantista (Эсперантистский чековый банк), который использовал спесмило — вспомогательную валюту, основанную на золотом стандарте. Комитет, организованный Луи Кутюра в Париже, предлагает проект реформ — Идо, который становится конкурентом эсперанто вплоть до Первой мировой войны.
- 1908 — 19-летний швейцарский эсперантист Гектор Ходлер основывает Всемирную ассоциацию эсперанто (UEA).
- 1909 — В Барселоне основана Международная ассоциация эсперантистов-железнодорожников.
- 1910 — 42 члена французского парламента номинируют Заменгофа на Нобелевскую премию мира.
- 1917 — Смерть Л.Заменгофа.
- 1910 — Эсперанто преподаётся в государственных школах в Китайской Республики, Самосе и Македонии (сегодня он является частью учебных программ Китая, Венгрии и Болгарии).
- 1920 — Первый эсперанто-журнал для слепых Aŭroro начинает публиковаться в Чехословакии. Выходит и в настоящее время.
- 1920 — Службы бразильского министерства образования используют эсперанто для международного общения. Лу Синь, основатель современной китайской литературы, становится сторонником эсперанто. Монтегю Батлер начинает впервые воспитывать эсперанто-говорящих детей.
- 1921 — Французская академия наук рекомендует использовать эсперанто для международного научного общения.
- 1922 — Эсперанто запрещён во французских школах. Французский делегат в Лиге Наций наложил вето на использование эсперанто в качестве рабочего языка.
- 1924 — Лига Наций рекомендует государствам-членам использовать эсперанто в качестве вспомогательного языка
- 1933/34 — Реорганизация международного (нейтрального) эсперанто-движения под названием UEA.
- 1934 — Энциклопедия эсперанто впервые опубликована в Будапеште.
- 1935 — Калочаи и Варенгьен публикуют Plena Gramatiko de Esperanto (Полная грамматика эсперанто).
- 1936 — Запрет эсперанто-организаций в нацистской Германии.
- 1936 — Раскол UEA, создание Международной эсперанто-лиги.
- 1937 — Арест лидеров эсперанто-организаций СССР, свёртывание эсперанто-движения в Советском Союзе.
- 1938 — Основана Всемирная молодёжная организация эсперантистов (TEJO)
- 1939—1945 — Во многих странах, оккупированных Германией или СССР, эсперанто-организации были запрещены или существенно ограничены.
- 1947 — Воссоединение UEA.
- 1948 — Международная ассоциация эсперантистов-железнодорожников реорганизована в Internacia Fervojista Esperanto-Federacio (Международная железнодорожная эсперанто-федерация) для содействия использованию эсперанто в администрации железных дорог мира (существует до сих пор).
- 1954 — ЮНЕСКО устанавливает консультативные отношения со Всемирной ассоциацией эсперанто, приняв так называемою Резолюцию Монтевидео.
- 1966 — Предшественник Pasporta Servo запущен в Аргентине. Pasporta Servo является глобальной сетью эсперантистов, которые принимают путешествующих эсперантистов.
- 1967 — Иштван Немере основывает Renkontiĝo de Esperanto-Familioj, первую организацию для эсперанто-говорящих семей.
- 1975 — Эсперанто-движения распространяется в Иране, три тысячи человек обучаются языку в Тегеране.
- 1980 — Internacia Junulara Kongreso (Международный молодёжный конгресс) в городе Раума (Финляндия).
- 1985 — ЮНЕСКО рекомендует государствам-членам ООН добавить эсперанто в свои учебные программы.
- 1987 — 6000 эсперантистов участвуют в 72-м Мировом конгрессе в Варшаве по случаю столетия эсперанто.
- 1991 — первая пан-африканская эсперанто-конференция проводится в Ломе (Того).
- 1992 — PEN International утверждает эсперанто-раздел.
- 1999 — Поэт-эсперантист Уильям Олд номинирован на Нобелевскую премию по литературе.
- 2001 — Запускается эсперанто-википедия (Vikipedio), ставшая первой энциклопедией на плановом языке. В настоящее время один из наиболее популярных веб-сайтов на эсперанто.
- 2004 — Избирательный список Eŭropo – Demokratio – Esperanto (E°D°E°) принимает участие в выборах в Европарламент от Франции, основной целью которого является принятие эсперанто в качестве второго языка для всех государств-членов ЕС. Получил 0,15 % голосов.
- 2007 — В Израиле отмечается 120-летие эсперанто.
- 2009 — Сенат Бразилии принял законопроект, который добавляет эсперанто в необязательную часть учебной программы в государственных школах. По состоянию на 2010 законопроект не был одобрен Палатой депутатов.[13][14][15]